# Kvarteret Bisvärmen

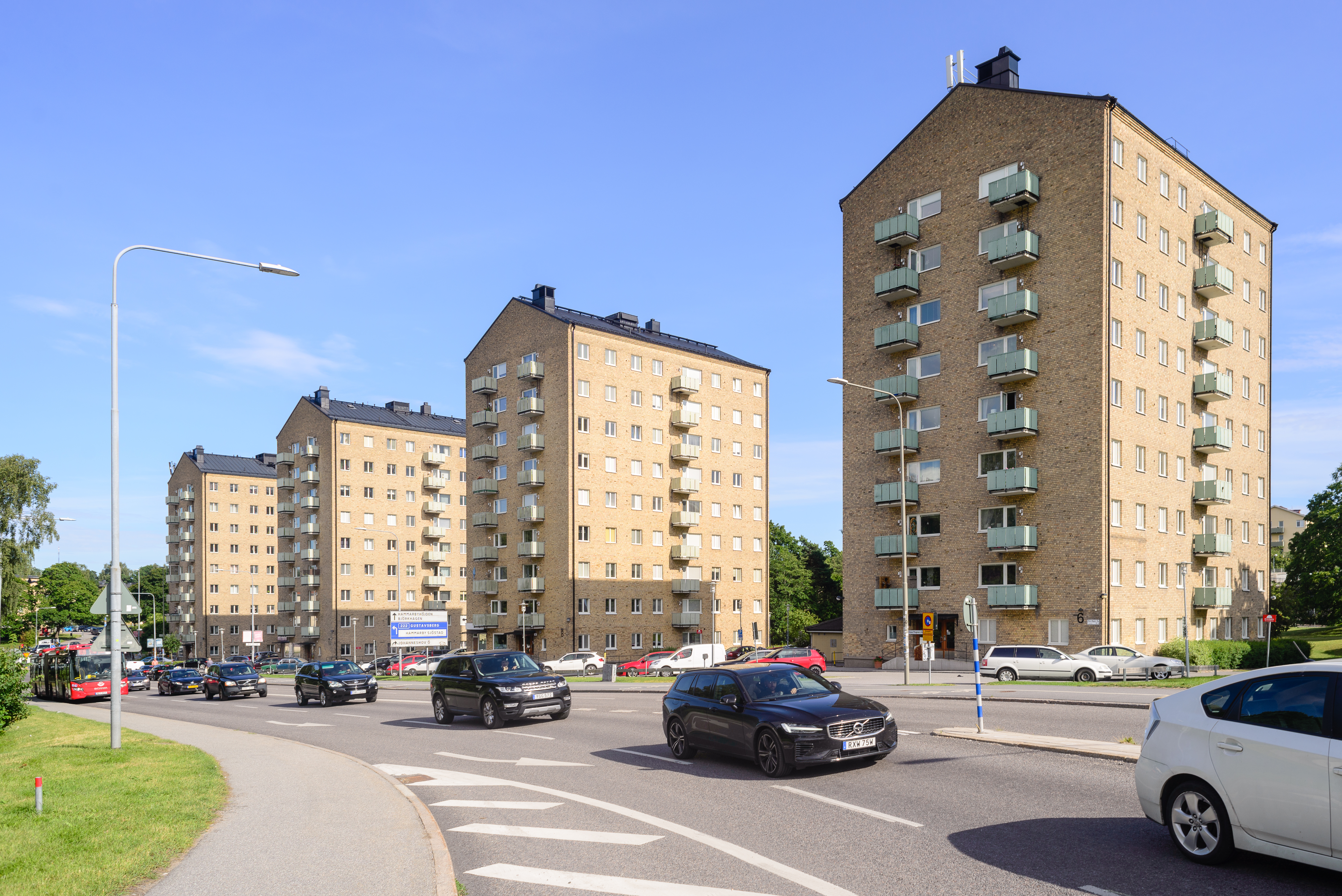
Kvarteret i juli 2020.

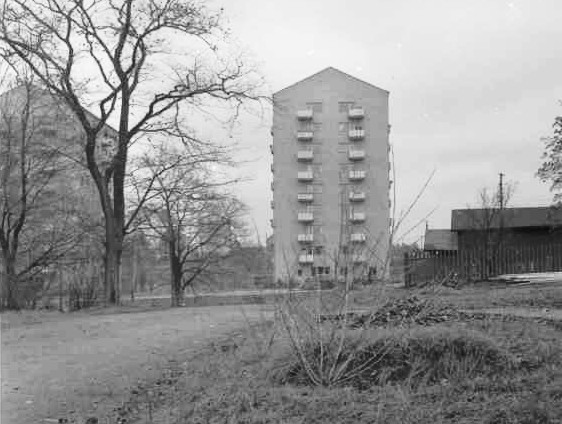
Kvarteret mellan 1947 och 1951.

Kvarteret Bisvärmen är ett kvarter vid Olaus Magnus väg i Johanneshov i södra Stockholm bestående av fyra kulturhistoriskt värdefulla punkthus uppförda 1942-1943 av byggmästare Olle Engkvist i egen regi efter ritningar av arkitekten Nils Einar Eriksson och med Eric Anjou som trädgårdsarkitekt. Alla lägenheter fick balkonger och en nyhet var att balkongernas räcken utfördes i strängbetong. Trots andra världskrigets tegelbrist genomfördes bygget utan förseningar.
Husen är nio våningar höga och uppförda i tegel och klädda med fasadtegel. Bebyggelsen ägs av Heba och lägenheterna är upplåtna med hyresrätt.

## Kulturhistorisk värdering
Kvarteret inventerades av Stadsmuseet i Stockholm 2006 och grönmärktes vilket innebär att bebyggelsen bedöms som särskild  värdefull från historisk, kulurhistorisk, miljömässig eller konstnärlig synpunkt. Husen beskrevs som relativt välbevarade tidstypiska hus som representerade ett nytt stadsplanemönster med höga punkthus i natur/parkmark. Byggnaderna är också karaktärsskapande i stadsbilden och bedömdes ha arkitekturhistoriskt, byggndadshistoriskt och miljöskapande värde.